# Alexandra Kertz-Welzel

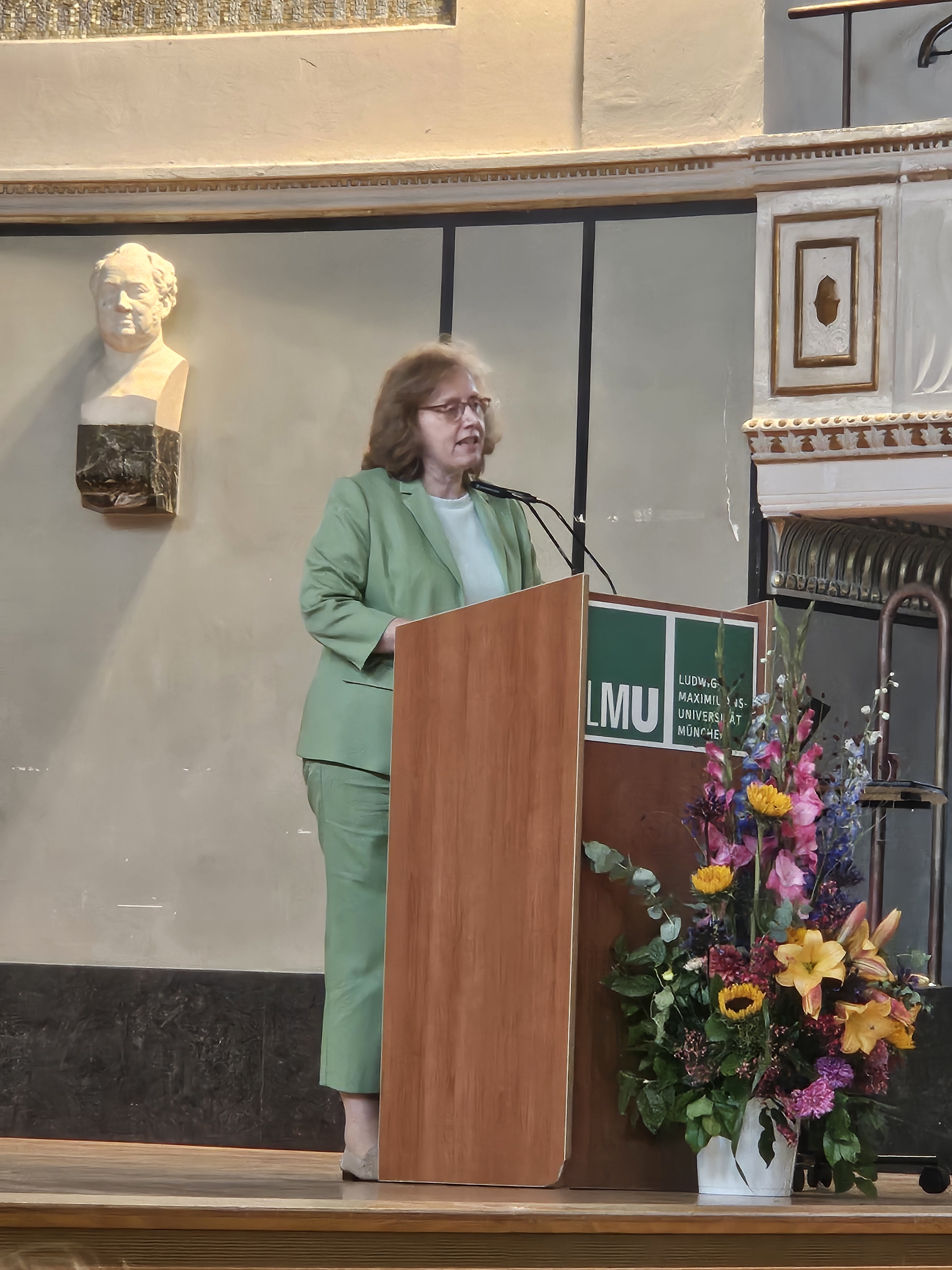

Alexandra Kertz-Welzel (* 15. Oktober 1970 in Neunkirchen, Saarland) ist eine deutsche Musikpädagogin, Musikwissenschaftlerin und Musikerin. Sie ist seit 2011 Professorin und Leiterin der Musikpädagogik an der Ludwig-Maximilians-Universität in München. Zu ihren breit angelegten Forschungsinteressen zählen die Bereiche Internationale Musikpädagogik, Philosophy of Music Education, Music Education Policy, Community Music und Children’s Musical Cultures.

## Leben und Werk
Nach dem Abitur 1990 am Gymnasium Wendalinum in St. Wendel hat Kertz-Welzel an der Hochschule für Musik und an der Universität des Saarlandes in Saarbrücken Schulmusik, Musikerziehung, Musikwissenschaft, Germanistik und Philosophie studiert. Bei Kristin Merscher hat sie Klavier und bei Gerald Hambitzer Cembalo studiert. Als Pianistin besitzt sie Expertise in der historischen Aufführungspraxis und im Klavierrepertoire des 19. Jahrhunderts. Sie ist als Solistin und Kammermusikerin in Europa und den USA aufgetreten. Von 1992 bis 2000 war sie Stipendiatin des Cusanuswerkes.
In ihrer interdisziplinären Dissertation Die Transzendenz der Gefühle (2000) hat Kertz-Welzel sich mit den Beziehungen zwischen Musik und Gefühl in der frühromantischen Literatur beschäftigt. Nach dem Referendariat in Neunkirchen und Ottweiler (2000–2002) arbeitete Kertz-Welzel 2002–2005 als Forscherin und Gastdozentin an der University of Washington in Seattle. Ihre Einsichten in die komparative Musikpädagogik hat sie anschließend in ihrem Buch Every child for music: Musikpädagogik und Musikunterricht in den USA (2006) dargelegt, der ersten deutschsprachigen Studie zur Musikpädagogik in den USA seit Walter Gieselers Studie aus dem Jahre 1969. 2018 wurde ihr Buch Globalizing music education: a framework veröffentlicht.
2005‒2011 unterrichtete sie im Schuldienst am Gymnasium am Stadtgarten in Saarlouis die Fächer Deutsch, Musik und Philosophie und war als Dozentin für Musikpädagogik und Musikdidaktik an der Hochschule für Musik in Saarbrücken tätig. Im April 2011 folgte ihre Berufung als Universitätsprofessorin für Musikpädagogik an die Ludwig-Maximilians-Universität. Im Rahmen der Exzellenzinitiative LMUexcellent war sie von 2011 bis 2017 auch Mentorin der Fakultät für Geschichte- und Kunstwissenschaften. 2013 gründete sie das an der LMU ansässige Munich Community Music Center (MCMC). Von 2018 bis 2020 war sie Geschäftsführende Direktorin des Departments Kunstwissenschaften an der LMU München. Im Wintersemester 2021/2022 wurde sie zur Prodekanin der Fakultät 9 (Fakultät für Geschichts- und Kunstwissenschaften) berufen; seit dem Wintersemester 2023/24 ist sie die Dekanin dieser Fakultät.
Von 2016 bis 2018 war sie Co-Vorsitzende der Commission on Policy: Culture, Education and Media der International Society for Music Education (ISME) und, von 2017 bis 2019, Vorsitzende der International Society for the Philosophy of Music Education (ISPME).
Seit August 2021 hat Kertz-Welzel neben ihrer Tätigkeit an der LMU auch eine auf vier Jahre angesetzte forschungsorientierte Gastprofessur an der Høgskolen i Innlandet (University of Applied Sciences) im norwegischen Hamar inne. Seit September 2021 wirkt sie als Vertrauensdozentin der Studienstiftung des deutschen Volkes.

## Veröffentlichungen (Auswahl)
als Autorin
- Die Transzendenz der Gefühle. Beziehungen zwischen Musik und Gefühl bei Wackenroder/Tieck und die Musikästhetik der Romantik. Röhrig Universitätsverlag, Sankt Ingbert 2001, ISBN 978-3-86110-278-6 (Dissertation, Universität des Saarlandes, 2001).
- Every child for music. Musikpädagogik und Musikunterricht in den USA. Blaue Eule, Essen 2006, ISBN 978-3-89924-169-3.
- Globalizing music education: a framework. Indiana University Press, Bloomington 2018, ISBN 978-0-253-03257-7.
- Rethinking Music Education and Social Change. Oxford University Press, New York 2022, ISBN 978-0-19-756628-2.

als Herausgeberin
- mit David G. Hebert: Patriotism and nationalism in music education. Ashgate Publishing, Farnham 2012, ISBN 978-1-4094-3080-3.
- Musikpädagogik in Nordamerika. In: Diskussion Musikpädagogik. (Artikelserie 2008–2010).